# Џејмстаун (Охајо)
Џејмстаун (енгл. Jamestown) град је у америчкој савезној држави Охајо.

## Демографија
По попису из 2010. године број становника је 1.993, што је 76 (4,0%) становника више него 2000. године.
| Група             | 2000.         | 2010.         |
| Белци             | 1.803 (94,1%) | 1.889 (94,8%) |
| Афроамериканци    | 78 (4,1%)     | 47 (2,4%)     |
| Азијати           | 9 (0,5%)      | 4 (0,2%)      |
| Хиспаноамериканци | 9 (0,5%)      | 13 (0,7%)     |
| Укупно            | 1.917         | 1.993         |